# Tobias Grahn
Hans Roland Tobias Grahn [tɔbiɑːs grɑːn] (* 5. März 1980 in Karlskrona) ist ein ehemaliger schwedischer Fußballspieler. Der Mittelfeldspieler debütierte 2001 in der schwedischen Nationalmannschaft.

## Werdegang
Grahn begann mit dem Fußballspielen bei Rödeby AIF in seiner Geburtsstadt Karlskrona. Von dort wechselte er zu Östers IF. Für den Klub aus Växjö debütierte er 1997 im Erwachsenenbereich in der Allsvenskan. Für den Nachwuchsnationalspieler interessierten sich Mannschaften wie der FC Middlesbrough, er wechselte jedoch im Frühjahr 1998 zum SC Beira-Mar in die portugiesische SuperLiga. Dort konnte er sich jedoch nicht durchsetzen und kehrte im Sommer 1999 zu Östers IF zurück.
Bis zum Ende der Spielzeit 1999 lief Grahn für den Klub in der zweitklassigen Division 1 auf, ehe er im Herbst abermals Schweden verließ und innerhalb Nordeuropas zum dänischen Klub Lyngby BK wechselte. Hier etablierte er sich in der Folge in der Stammformation. Durch gute Leistungen konnte er sich zudem in die schwedische Nationalmannschaft spielen. In der Landesauswahl debütierte er im Januar 2001 beim 0:0-Unentschieden gegen die färöische Nationalmannschaft, als er an der Seite von Spielern wie Erik Edman, Zlatan Ibrahimović oder Christian Wilhelmsson im Nationaljersey auflief.
Nachdem sein Klub im Sommer 2001 aus wirtschaftlichen Gründen in die zweitklassige 1. Division zwangsabsteigen musste, zog Grahn zum norwegischen Klub Vålerenga IF weiter. Unter Trainer Kjetil Rekdal holte er 2002 mit dem Verein den norwegischen Pokal. Dennoch kehrte er im Sommer 2003 nach 18 Monaten beim Osloer Klub nach Schweden zurück und heuerte bei Malmö FF an. Anfangs kam er hier auf seiner Lieblingsposition im zentralen Mittelfeld zum Einsatz. Als jedoch Trainer Tom Prahl ihn auf der Außenbahn aufstellte, initiierte er ein Leihgeschäft mit dem dänischen Klub Aarhus GF. Bei dem von seinem Landsmann Sören Åkeby trainierten Verein wusste er zu überzeugen, indem er als Spielgestalter bis zur Winterpause acht Tore erzielte und 13 weitere vorbereitete. Trotz dieser Erfolge beschloss der schwedische Verein ihn aufgrund seiner auflehnenden Haltung abzugeben, so dass er bei Aarhus GF einen Drei-Jahres-Kontrakt unterschrieb. Nach zwei Spielzeiten wechselte er auf Leihbasis zum Ligakonkurrenten Odense BK. Mit seinem neuen Klub sorgte er im UEFA-Pokal für Aufsehen, als unter anderem der deutsche Klub Hertha BSC im Herbst 2006 aus dem Wettbewerb geworfen wurde. Daraufhin meldete der Berliner Verein Interesse an einer Verpflichtung des Spielers an, dieser entschied sich im jedoch Januar 2007 für ein Angebot von Gimnàstic de Tarragona aus der Primera División. Mit dem Verein stieg er jedoch am Saisonende in die Segunda División ab, wobei er verletzungsbedingt kaum zum Einsatz kam.
Im August 2007 nahm Grahn ein Angebot von Hertha BSC wahr und wechselte auf Leihbasis in die deutsche Hauptstadt. Sein Engagement in der deutschen Bundesliga war jedoch nicht von Erfolg gekrönt, er saß öfters nur auf der Ersatzbank oder lief für die Amateurmannschaft auf. Daher sah der Klub von einer Anwendung der vertraglich fixierten Kaufoption ab.
Da Grahn nicht in der spanischen zweiten Liga spielen wollte, sah er sich nach einem neuen Verein um. Im Oktober wurde bekannt gegeben, dass sein bis Sommer 2009 gültiger Vertrag aufgelöst wurde. Ende Januar verkündete er seine Rückkehr nach Dänemark. Beim Randers FC unterschrieb er einen Drei-Jahres-Vertrag. Bis zum Ende der Superliga-Spielzeit 2008/09 gehörte er über weite Strecken zu den Stammspielern und bestritt elf der restlichen 16 Saisonspiele. In der folgenden Saison konnte er nicht überzeugen und fand sich regelmäßig auf der Ersatzbank wieder. Am 12. November 2009 trennten sich Verein und Spieler und lösten den Vertrag vorzeitig auf.
Zur Allsvenskan-Spielzeit 2010 kehrte Grahn nach Schweden zurück. Beim Erstligaaufsteiger Mjällby AIF, bei dem er die Rückennummer „22“ erhielt,  unterschrieb er Anfang Februar 2010 einen Dreijahreskontrakt. Im Februar 2012 wechselte er innerhalb der Liga zum Örebro SK, nach einer durchwachsenen Saison stieg er jedoch mit der Mannschaft aus der Allsvenskan ab. In der Folge war er zunächst vertragslos, ehe er sich Anfang März 2013 bis zum Saisonende dem dänischen Zweitligisten Brønshøj BK anschloss. Er beendete 2014 seine Karriere.